# Wojciech Szymanek
Wojciech Szymanek, né le 1er mars 1982 à Varsovie, est un footballeur professionnel polonais. Il occupe le poste de défenseur reconverti entraîneur.

## Biographie
Formé au Polonia Varsovie, Wojciech Szymanek y fait ses débuts en première division. En six ans, il joue plus de quatre-vingt matches dont plusieurs en coupes européennes, et choisit après une année très difficile de quitter la Pologne pour la Grèce, son club étant descendu en deuxième division.
À Aigáleo, il connaît deux saisons très difficiles qui aboutissent à chaque fois sur une relégation. Szymanek décide alors de rentrer en Pologne et signe un contrat avec le Widzew Łódź. Une fois encore, son club est relégué et le joueur doit lutter pour retrouver l'élite, la première promotion du Widzew étant invalidée par la fédération à cause d'une affaire de corruption. Lors de la saison 2010-2011, Szymanek joue plus d'une vingtaine de rencontres et atteint la neuvième place. Cependant, son contrat qui prend fin en juin 2011 n'est pas renouvelé.
En juillet, le Polonais rejoint le Tchernomorets Odessa en Ukraine.

## Palmarès
- Champion de Pologne de D2 : 2009, 2010